# Sigmund von Gemmingen-Hornberg zu Treschklingen

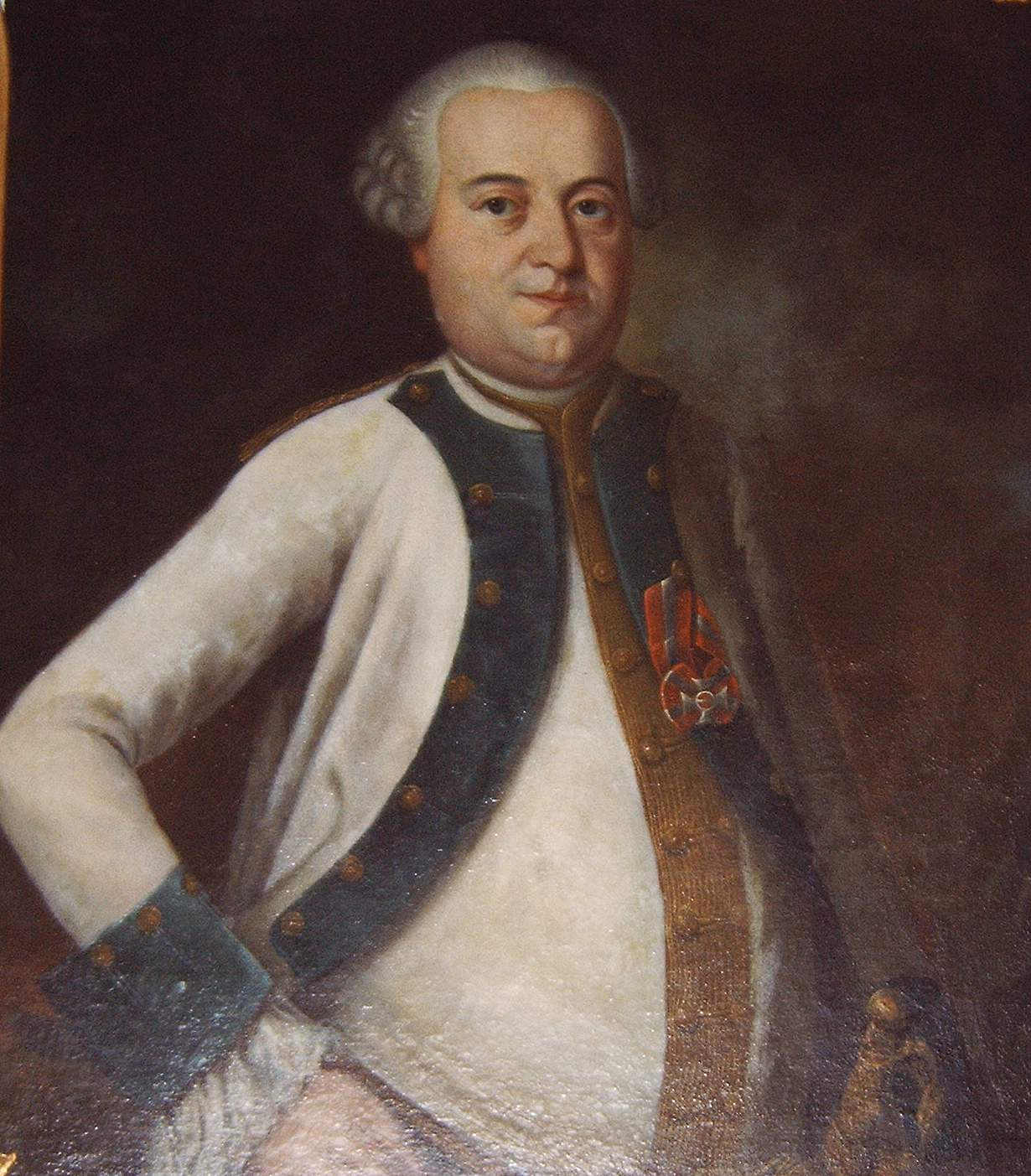
Sigmund von Gemmingen-Hornberg zu Treschklingen

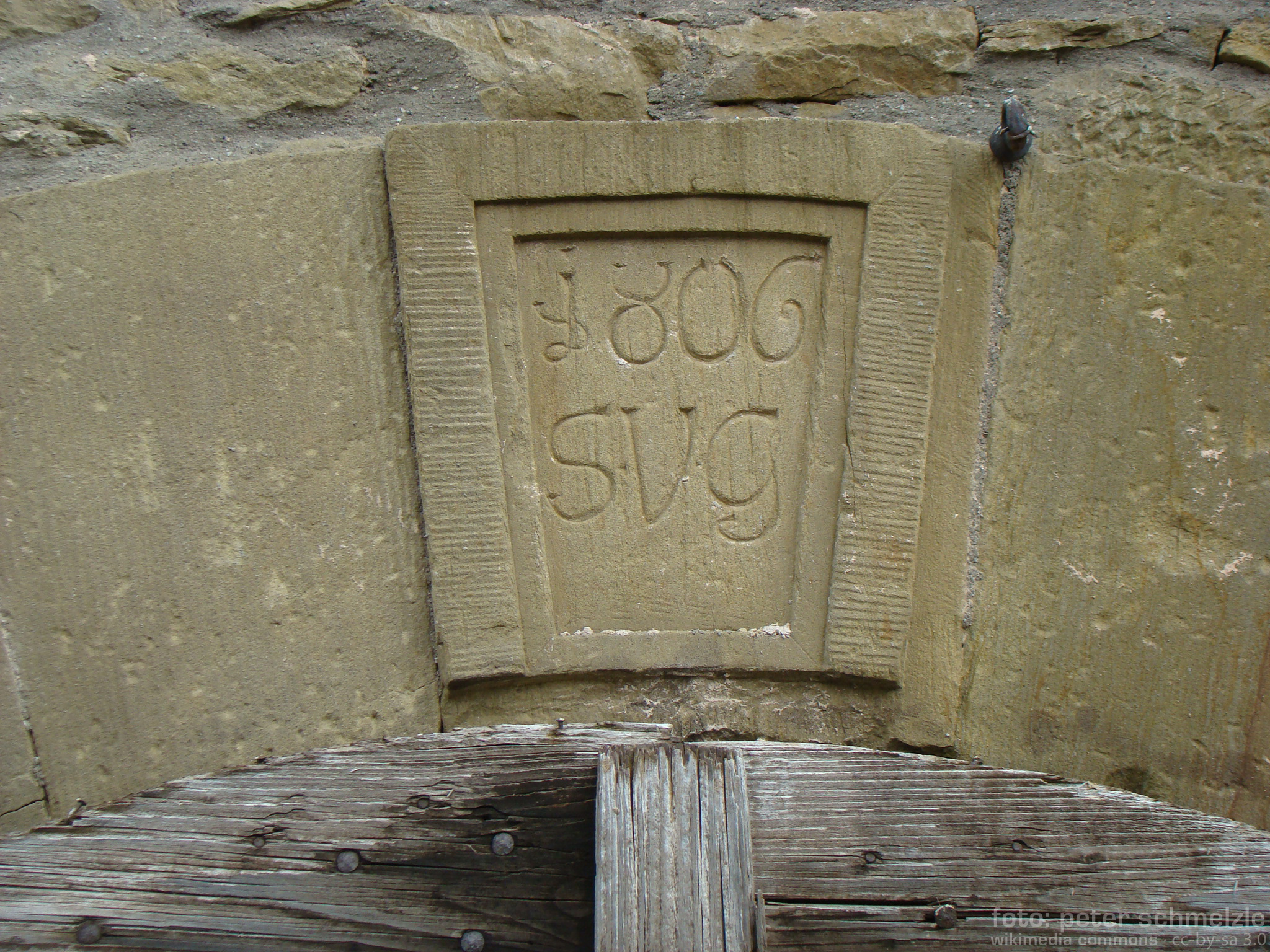
Inschrift am Amtshaus in Treschklingen: „1806 SVG“, erbaut 1806 durch Sigmund von Gemmingen

Sigmund Johann Nepomuk Reichsfreiherr von Gemmingen-Hornberg zu Treschklingen (* 2. Mai 1777 in Raab, Ungarn; † 8. Mai 1843 in Mannheim) gehört zu dem Geschlecht der Freiherren von Gemmingen, war Oberst und Vormund der Prinzessinnen zu Baden. Er war Grundherr in Treschklingen, durch Heirat und Erbe kam er außerdem in den Besitz der Familiengüter in Rappenau, Fränkisch-Crumbach, Bürg, Stein am Kocher, Widdern und auf Burg Maienfels.

## Leben
Sigmund Johann Nepomuk von Gemmingen wurde 1771, als achtes von zwölf Kindern des österreichischen Feldzeugmeisters Sigmund von Gemmingen (1724–1806) und dessen zweiter Frau Franziska Xaveria, geborene von Gräfin von Althann, in Raab geboren. Er wurde von seinen Eltern zum Studium der Rechtswissenschaften bestimmt und studierte ab 1794 an der Universität in Wien. Er entdeckte aber seine Neigung zum Militär und trat 1796 als Leutnant in das Regiment seines Vaters ein, rückte sogleich ins Feld und wurde nach mehreren Schlachten zu den Grenadieren versetzt. Mit diesem Corps belagerte er 1796 Kehl, wobei sein Bruder von einem Granatsplitter getroffen fiel. Mit ca. 30 Freiwilligen unternahm er erfolgreich einen Sturm auf mehrere feindliche Batterien und wurde auf dem Schlachtfeld von Erzherzog Karl zum Oberleutnant befördert und 1798 zum Hauptmann. Er nahm an vielen Schlachten teil, was ihm auch zahlreiche Verwundungen einbrachte.
Am 23. Februar 1803 heiratete er Charlotte von Gemmingen-Hornberg (1785–1842), die Tochter seines Cousins Eberhard Georg von Gemmingen, über die er in den Besitz der Familiengüter in Fränkisch-Crumbach kam. Von 1803 bis 1813 bewirtschaftete er das Treschklinger Schlossgut und ließ dort anstelle des 1802 erbauten und von ihm bewohnten Amtshauses im Jahr 1806 ein neues Amtshaus errichten.
1813 wurde ein freiwilliges Jägerregiment errichtet, in das er als Rittmeister eintrat, damit einige Zeit vor Straßburg stand und schließlich Großherzog Karl mit seiner Escadron nach Paris begleitete. Nach dem Friedensschluss wurde er zum Major befördert und ging nach Mannheim. 1816 wurde er vom ehemaligen Reichsadel gewählt, um deren Rechte gegenüber der Regierung zu wahren. Dies verübelte ihm jedoch der Großherzog derart, dass er ihn und seine Standesgenossen von der Offiziersliste streichen ließ und aus dem Staatsdienst entließ. Danach wurde er k. k. Kammerherr und 1818 als Deputierter des Adels in die Ständekammer gewählt, in der er bis 1822 verblieb. Großherzog Ludwig, vom geschehenen Unrecht überzeugt, beförderte ihn zum Oberstleutnant à la suite.
1830 wurde er Oberst und übernahm die Vormundschaft der Prinzessinnen Luise, Josephine und Marie zu Baden, Töchter des 1818 verstorbenen Großherzogs Karl. Im selben Jahr 1830 wurde er als Kommandant der Mannheimer Bürgerwehr zum fünften Ehrenbürger von Mannheim ernannt.
Als 1841 die Linie Bürg-Presteneck der Freiherren von Gemmingen im Mannesstamm erlosch, fiel ihm deren Besitz einschließlich der Güter in Widdern und Burg Maienfels zu.
Er starb in Mannheim am 8. Mai 1843 nach achttägiger „Brustentzündung“ und wurde in der von ihm 1839 errichteten Treschklinger Gruftkapelle beigesetzt.
Sein Besitz wurde unter den vier Söhnen Franz Karl (1806–1867), Gustav (1813–1894), Sigmund Reinhard (1819–1883) und Adolph (1822–1902) aufgeteilt. Franz Karl erhielt Rappenau, Gustav erhielt Bürg und nach dem Tod des älteren Bruders auch Rappenau, Sigmund Reinhard erhielt Treschklingen und Adolph erhielt Fränkisch-Crumbach. Gustav und Adolph begründeten jeweils eigene Äste der Familie von Gemmingen. Sigmund Reinhard blieb ohne männliche Nachkommen, so dass der Besitz in Treschklingen nach seinem Tod 1883 an den Ast Fränkisch-Crumbach fiel.

## Familie
Er war seit dem 23. Februar 1803 mit Charlotte von Gemmingen-Hornberg (1785–1842), der Tochter seines Cousins Eberhard Georg von Gemmingen, verheiratet. Der Ehe entstammten zehn Kinder, von denen sieben das Erwachsenenalter erreichten.
- Franz Karl (1806–1867) ⚭ Franziska Ottilie von Ingelheim (* 1813)
- Louise Charlotte (1812–1849) ⚭ Eduard von Gemmingen-Guttenberg-Bonfeld
- Gustav (1813–1894) ⚭ Maria von Jakubowska (1824–1856), Franziska von Mourat (1837–1933), 1. Ast (Bürg)
- Maria (1815–1853) ⚭ Felix von Brusselle (1811–1877), österreichischer Oberst
- Antonia (* 1817) ⚭ Raimund von Gleichen-Rußwurm
- Sigmund Reinhard (1819–1883) ⚭ Emilie Freiin von Handel (1815–1869), österr. Oberleutnant und Grundherr in Treschklingen
- Adolph (1822–1902) ⚭ Sarolta Gräfin Batthyány von Német-Ujvár (1823–1892), 2. Ast (Fränkisch-Crumbach)